# Canton du Sillon mosellan
Le canton du Sillon mosellan est une circonscription électorale française du département de la Moselle.

## Histoire
Un nouveau découpage territorial de la Moselle entre en vigueur à l'occasion des élections départementales de 2015. Il est défini par le décret du 18 février 2014, en application des lois du 17 mai 2013 (loi organique 2013-402 et loi 2013-403). Les conseillers départementaux sont, à compter de ces élections, élus au scrutin majoritaire binominal mixte. Les électeurs de chaque canton élisent au Conseil départemental, nouvelle appellation du Conseil général, deux membres de sexe différent, qui se présentent en binôme de candidats. Les conseillers départementaux sont élus pour 6 ans au scrutin binominal majoritaire à deux tours, l'accès au second tour nécessitant 12,5 % des inscrits au 1er tour. En outre la totalité des conseillers départementaux est renouvelée. Ce nouveau mode de scrutin nécessite un redécoupage des cantons dont le nombre est divisé par deux avec arrondi à l'unité impaire supérieure si ce nombre n'est pas entier impair, assorti de conditions de seuils minimaux. Dans la Moselle, le nombre de cantons passe ainsi de 51 à 27.
Le canton du Sillon mosellan est formé de communes des anciens cantons de Maizières-lès-Metz (5 communes) et de Woippy (2 communes). Il est entièrement inclus dans l'arrondissement de Metz. Le bureau centralisateur est situé à Maizières-lès-Metz.

## Représentation
| Période élective | Période élective | Mandat | Mandat   | Identité          | Nuance | Nuance | Qualité                                                                                 |
| ---------------- | ---------------- | ------ | -------- | ----------------- | ------ | ------ | --------------------------------------------------------------------------------------- |
| 2015             | 2021             | 2015   | 2021     | Julien Freyburger |        | LR     | Juriste publiciste Maire de Maizières-lès-Metz                                          |
| 2015             | 2021             | 2015   | 2021     | Valérie Romilly   |        | DVD    | Secretaire medicale Vice-présidente du Département, 1ère adjointe au maire d'Hagondange |
| 2021             | 2028             | 2021   | en cours | Julien Freyburger |        | LR     | Conseiller sortant, 1er Vice-Président du conseil départemental                         |
| 2021             | 2028             | 2021   | en cours | Valérie Romilly   |        | DVD    | Conseillère sortante                                                                    |

### Résultats détaillés

#### Élections de mars 2015
À l'issue du 1er tour des élections départementales de 2015, deux binômes sont en ballottage : Julien Freyburger et Valérie Romilly (UMP, 42,23 %) et Claude Boulange et Laurence Burg (FN, 31,37 %). Le taux de participation est de 41,69 % (12 885 votants sur 30 905 inscrits) contre 44,87 % au niveau départemental et 50,17 % au niveau national.
Au second tour, Julien Freyburger et Valérie Romilly (UMP) sont élus avec 64,89 % des suffrages exprimés et un taux de participation de 41,25 % (7 576 voix pour 12 748 votants et 30 904 inscrits).

#### Élections de juin 2021
Le premier tour des élections départementales de 2021 est marqué par un très faible taux de participation (33,26 % au niveau national). Dans le canton du Sillon mosellan, ce taux de participation est de 23,44 % (7 455 votants sur 31 811 inscrits) contre 26,75 % au niveau départemental. À l'issue de ce premier tour, deux binômes sont en ballottage : Julien Freyburger et Valérie Romilly (Union à droite, 47,45 %) et Laureen Ladier et Jean-François Nardi (RN, 26,9 %).
Le second tour des élections est marqué une nouvelle fois par une abstention massive équivalente au premier tour. Les taux de participation sont de 34,36 % au niveau national, 27,16 % dans le département et 23,45 % dans le canton du Sillon mosellan. Julien Freyburger et Valérie Romilly (Union à droite) sont élus avec 69,67 % des suffrages exprimés (4 803 voix pour 7 460 votants et 31 813 inscrits),,.

## Composition
Le canton du Sillon mosellan comprend sept communes entières.
| Nom                                        | Code Insee | Intercommunalité      | Superficie (km2) | Population (dernière pop. légale) | Densité (hab./km2) | Modifier                                    |
| ------------------------------------------ | ---------- | --------------------- | ---------------- | --------------------------------- | ------------------ | ------------------------------------------- |
| Maizières-lès-Metz (bureau centralisateur) | 57433      | CC Rives de Moselle   | 8,82             | 11 725 (2022)                     | 1 329              | modifier les données · modifier les données |
| Hagondange                                 | 57283      | CC Rives de Moselle   | 5,50             | 9 300 (2022)                      | 1 691              | modifier les données · modifier les données |
| Hauconcourt                                | 57303      | CC Rives de Moselle   | 7,90             | 589 (2022)                        | 75                 | modifier les données · modifier les données |
| La Maxe                                    | 57452      | Eurométropole de Metz | 7,55             | 1 058 (2022)                      | 140                | modifier les données · modifier les données |
| Semécourt                                  | 57645      | CC Rives de Moselle   | 2,30             | 1 023 (2022)                      | 445                | modifier les données · modifier les données |
| Talange                                    | 57663      | CC Rives de Moselle   | 3,70             | 8 044 (2022)                      | 2 174              | modifier les données · modifier les données |
| Woippy                                     | 57751      | Eurométropole de Metz | 14,58            | 14 394 (2022)                     | 987                | modifier les données · modifier les données |
| Canton du Sillon mosellan                  | 5724       |                       | 50,35            | 46 133 (2022)                     | 916                | modifier les données                        |

## Démographie
En 2022, le canton comptait 46 133 habitants, en évolution de +2,98 % par rapport à 2016 (Moselle : +0,52 %, France hors Mayotte : +2,11 %).
| 2013   | 2018   | 2022   |
| ------ | ------ | ------ |
| 44 119 | 45 043 | 46 133 |